# Przewodnictwo równoważnikowe
Przewodnictwo równoważnikowe (symbol Λ) – miara zdolności przenoszenia ładunku elektrycznego przez gramorównoważnik substancji rozpuszczonej.
Λ = σ/c
gdzie
σ – przewodnictwo właściwe
c – stężenie normalne
lub
Λ = σV
gdzie
V – objętość roztworu zawierająca 1 gramorównoważnik
w układzie SI: [Λ]=[Ω−1m2mol−1]
Wartość przewodnictwa równoważnikowego odpowiada przewodnictwu elektrycznemu roztworu zawierającego jeden gramorównoważnik elektrolitu i mającego grubość równą 1 jednostce. Dla substancji, których gramorównoważnik jest równy molowi, przewodnictwo równoważnikowe jest równe  przewodnictwu molowemu.